# Mona Hanna-Attisha
Mona Hanna-Attisha (Sheffield, 24 de noviembre de 1976) es una pediatra, educadora y defensora de la salud pública nacida en el Reino Unido y de nacionalidad estadounidense, cuya investigación expuso la crisis del agua en Flint, Míchigan. Su investigación reveló que los niños estuvieron expuestos a niveles peligrosos de plomo en dicha ciudad estadounidense. En la actualidad oficia como directora de una iniciativa para mitigar el impacto de la crisis. Es la autora del libro What the Eyes Don't See de 2018, nombrado por el New York Times como uno de los 100 libros más notables del año.

## Obras notables
- 2018 - What the Eyes Don't See: A Story of Crisis, Resistance and Hope in an American City (Penguin Random House)